# Paul-Pierre Méouchi
Paul-Pierre Méouchi (właśc. Boulos (Paweł) Meouchi; ur. 1 kwietnia 1894 w Dżazzin – zm. 11 stycznia 1975 w Bejrucie), libański duchowny Kościoła maronickiego, 1955–1975 74. maronicki patriarcha Antiochii, pierwszy maronicki kardynał.

## Życiorys
W okresie I wojny światowej studiował w College de la Sagesse w Bejrucie oraz na uczelniach rzymskich – Papieskim Athenaeum De Propaganda Fide i Papieskim Uniwersytecie Gregoriańskim. Święcenia kapłańskie przyjął 17 grudnia 1917 w Rzymie. w latach 1917–1920 pracował jako sekretarz maronickiego biskupa Saidy, następnie przebywał w USA. Był tam sekretarzem biskupa-wizytatora kościoła maronickiego oraz duszpasterzem wiernych tego kościoła.
29 kwietnia 1934 wybrany maronickim biskupem Tyru, konsekrowany 8 grudnia 1934 w Bkerke przez Antoine-Pierre Aridę, maronickiego patriarchę Antiochii. 25 maja 1955 Méouchi został wybrany na kolejnego maronickiego patriarchę Antiochii; otrzymał jednocześnie tytuł asystenta Tronu Papieskiego.
W latach 1962–1965 brał udział w obradach Soboru Watykańskiego II, później uczestniczył także w sesjach Światowego Synodu Biskupów. 22 lutego 1965 mianowany przez Pawła VI kardynałem; został zaliczony do grona kardynałów-patriarchów obrządków wschodnich. 1 kwietnia 1974 w związku z ukończeniem 80 lat utracił prawo do udziału w konklawe.